# Otala
Otala is een geslacht van weekdieren uit de klasse van de Gastropoda (slakken).

## Verspreiding
Dit slakkengeslacht komt oorspronkelijk uit het noordwesten van Afrika en het zuidwesten van Europa.

## Anatomie
Deze slakken maken en schieten liefdespijlen als onderdeel van hun balts- en paringsgedrag.

## Als voedselbron
Archeologisch bewijs in Marokko duidt op de exploitatie van O. lactea door de oude Romeinen als voedselbron.

## Soorten
- Otala lactea
- Otala punctata